# Gladde vezelkop
De gladde vezelkop (Inocybe glabrescens) is een paddenstoel uit de familie Inocybaceae. Hij vormt ectomycorrhiza met loof- en naaldbomen op kalkrijke grond.

## Kenmerken

### Uiterlijke kenmerken
Hoed
De hoed heeft een diameter tot 5 cm. De vorm is plat met een kleine centrale umbo en omkrulde rand. De kleur is bruin met aan de rand wat bleker. De structuur is licht vervilt, daarna bijna glad en vezelig naar de rand toe.
Lamellen
De lamellen zijn aflopend met een tand. De kleur is witachtig tot okergeel. Bij oudere vruchtlichamen zijn de lamellen intens bruin.
Steel
De steel is cilindrisch met een basis vergroot tot bolvormig. De kleur is licht oker tot bruinachtig wanneer rijp, berijpt.

### Microscopische kenmerken
De sporen zijn glad, subamygdaliform en meten 8-10 × 5,5-6,5 µm. Er zijn cystidia aanwezig

## Verspreiding
In Nederland komt de gladde vezelkop vrij zeldzaam voor. Hij staat niet op de rode lijst.